# 무과 (과거)

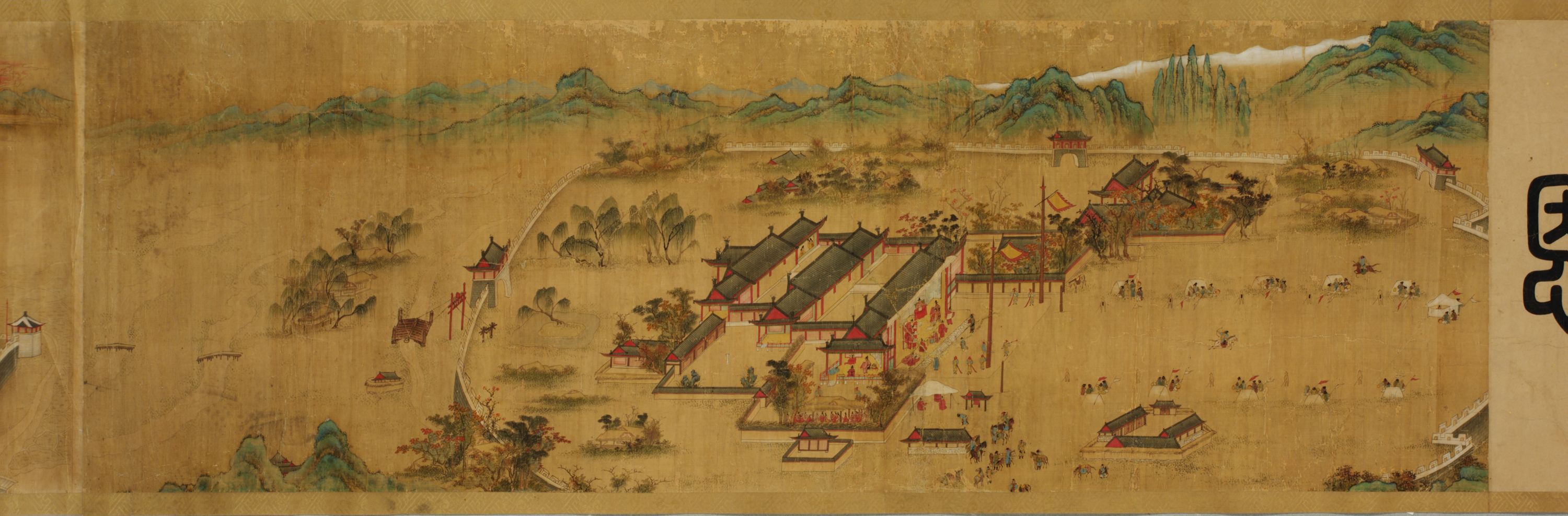
조선 시대에 그려진 북새선은도. 함경도 지역에서의 무과 장면을 그린 것이다.

무과(武科)는 무관(武官)을 선발하는 과거(科擧)이다.

## 성립
전쟁이 빈발했던 고대 사회에서는 무예로서 인재를 선발하는 것이 일반적이었다. 그러나 통일 이후 유학에 바탕을 둔 문치주의 통치 방식이 정착되면서 무예보다는 문예에 의한 인재등용방식이 선호되게 되었다.

### 한국
《삼국사기》에는 신라 원성왕(元聖王) 4년(788년) 독서삼품과(讀書三品科)라 불리는 유학에 바탕을 둔 관료 선발 방식이 도입되기 전에 신라에서 "단지 활쏘기를 가지고 관리를 선발하였다"라고 하였다. 무관 선발을 위한 시험 전형으로써의 무과는 도입된 흔적이 없다.

#### 고려
고려 시대에 유교 이념에 따른 체제 정비가 이루어지면서 광종(光宗) 9년(958년) 과거제가 실시되었지만, 이때에도 무과는 실시되지 못하였다. 이는 군반 씨족과 음서제에 의해 상당수 무반(武班)이 보충되었기 때문이었다. 그러나 국제 정세가 변화하면서 북방 민족의 내습(來襲) 위협으로 유능한 무장(武將)을 육성할 필요성이 대두되고, 예종 4년(1109년) 관학부흥책의 일환으로 국학칠재(國學七齋)를 설치하면서 강예재(講藝齋)를 두고 무관을 육성하고자 하였다. 하지만 무학재에 응시하는 사람들이 늘어나면서 유학재생들이 감속하는 것에 장차 무학이 점차 강해져 문학과 맞설 것이라는 당시의 문신 귀족들의 항의로 인종 11년(1133년) 폐지되었다.
고려에 무과가 존재하였는가에 대해서는 《고려사》 권제75 지29 선거3 첨설직조에 공양왕 2년(1390년) 정월 정도전이 "옛날 사람을 쓰는 법이 네 가지가 있는데 문학, 무과, 이과, 문음이라고 하는 것입니다. 이것으로써 과거를 실시하십시오. 합당하면 쓰시고 그릇되다면 버리십시오. 그 누가 원망하겠습니까?"라고 하였다. 당시 첨설직의 남발로 크게 문제가 되고 있는 상황에서 이를 없애고자 하는 헌사의 건의에 대해 공양왕이 그 방법을 어떻게 할 것이냐고 묻자 정도전이 이렇게 대답한 것이다. 이우성은 정도전이 말한 '옛날 사람을 쓰는 법'(古之用人之法)이라는 말에 대해서 무과는 과거가 아닌 그저 한 부분으로 고려 한 시대에 걸쳐 무과가 실시된 적이 없음을 들어 정도전이 말한 무과는 단순히 문학과 같은 한 부문이라고 하였다. 그리고 심승구는 여기서 말하는 무과를 과거로서의 무과가 틀림없다고 하여 이우성의 주장을 반박하였다. 심승구는 이때의 무과가 과거로서의 무과인 이유에 대해 예종대에 강예재라는 이름으로 무과가 존재하였고, 정도전이 이 논의를 실시하고 석 달 뒤에 무과가 설치되었다는 점을 들었다. 이우성과 심승구의 주장은 무과가 실제로 시행되어 이를 통해 무관을 선발하였느냐, 안 선발하였느냐의 문제로 귀착되는 것인데, 현존하는 사료에서 고려조에 무과 설치와 관련된 논의는 많이 발견되지만 무과 전형으로 인재를 뽑아 무관으로 탁용했다는 자료는 보이지 않는다. 따라서 고려조에는 무과가 실시되지 않았다고 보는 것이 옳다고 사료될 수 있다.
원 간섭기를 거쳐 고려 말기에 접어들면서 국방에 대한 문제가 심각하게 대두되면서 무학과 무과에 대한 관심도 고조되었다. 공민왕(恭愍王) 원년(1352년) 4월에 진사(進士) 이색(李穡)은 "문무(文武)는 어느 한쪽만 치우치고 폐할 수 없다"라는 상소를 올려, 무거(武擧)의 과를 설치하여 뭇 위사(衛士)를 충원하고 무용(武勇)으로써 시험 보고 그 기예를 익하게 하자고 하였고 이는 실행에 이르지 못했다. 이미 왜구는 충정왕 경인년(1350년)부터 시작된 이후 공민왕 원년(1352년)의 이색의 상소에서 고려 말기 변경의 국방을 위협하는 중요한 문제로 거론되고 있다.
공양왕(恭讓王) 2년(1390) 윤4월에 도평의사사(都評議使司)에서 아뢰기를, "문(文)과 무(武) 두 길은 어느 한 쪽에 치우쳐서 폐지할 수 없는 것이다"라는 상소를 올려, 인(寅)·신(申)·사(巳)·해(亥)년에 무과를 치러서 문과의 의례처럼 무관을 선발하고 패(牌)를 지급하자고 하였다. 나아가 공양왕 3년(1391년)에도 성균관에서 지방의 향교에 이르기까지 모두 문무 2학을 세워서 인재를 양성하고 탁용에 대비하게 하자고 건의하였다.
결국 밖으로는 원명교체기와 안으로 전제(田制) 개혁과 병제(兵制) 개편 작업이 진행되는 과정에서 고려에서 무과 실행은 뜻을 이루지 못한 채 고려 왕조는 멸망하였다. 그럼에도 불구하고 무학과 무과의 설치 논의는 이후 조선의 과거제 내지는 관학제에 커다란 영향을 미치게 된다.

#### 조선
그 자신이 동북면의 무인 출신으로써 즉위한 태조 이성계는 원년(1392년) 즉위교서에서 "문무 양과는 편중되이 폐할 수 없으니 안으로는 국학을, 밖으로는 향교에 생도를 늘려서 배치하고 돈독히 강권하고 인재를 양성할 것이다"라고 하여 고려 말기의 문과 위주에서 문무 양과의 대등한 관계를 주장하였다.
태종(太宗) 2년(1402년)에 정식으로 무과 식년시(式年試)가 실시되었다. 이는 무과 출신은 3년 주기로 선발한다는 《경제육전》에 근거한 병조의 건의에 따른 것이었다. 석 달 뒤에 무과 회시가 시행되어 감교관으로 판승추부사 조영무, 동감교관 안성군 이숙번이 윤하 등 28명을 뽑았다. 엿새 뒤에 복시를 실시하여 성달생을 무과 장원으로 선발하였다.
이보다 앞서 태조 4년(1393년) 도시(道試)에서 무예를 실시하여 인재를 선발하였다는 기록이 있는데 이는 해마다 봄과 가을에 각 도의 군민들로 하여금 무예 훈련을 장려하고자 행한 것으로 과거로서의 무과와는 차이가 있는 것이고, 오히려 《경국대전》에 나오는 도시의 전형으로서 그 역할을 하고 있다.
태종 2년에 처음 식년시 무과가 시작된 뒤 10년(1410년)에 중시가 시행(《무과총요》에는 태종 7년)되었고, 이후 세종 원년(1419년) 증광별시(增廣別試), 16년(1434년)에 알성시(謁聖試, 《무과총요》에는 태종 14년), 세조 6년(1460년)에 외방별시(外方別試), 12년(1466년)에 등준시(登俊試)가 시행, 성종 13년(1482년)에 진현시 무과가 처음으로 실시되었다. 한편 《무과총요》에는 세조 때에 관동·서시, 온양시, 발영시 등이 실행되었다고 하였다.
이렇게 조선조의 무과는 중국의 선례와 기존 문과의 예에 따라 시행되어 제도적으로 정비될 것이 많았고, 조선조부터 꾸준히 이루어진 대전 개정작업과 함께 점차 정리되어 《경국대전》에 와서 비로소 제도적 장치의 완성을 보게 되었다.

## 무과의 시행 횟수
무과의 시행 횟수에 대해서는 자료를 조사한 학자들에 따라 차이를 보인다. 조선은 평균적으로 1년에 2번 무과를 실시하였는데, 원칙적으로 문과와 함께 대거(對擧)로서 실시되었다는 점에서 그 횟수는 문과와 거의 비등할 것으로 여겨진다.
김영모는 조선 개국 이래 고종 32년(1895년) 갑오 문과시에 이르기까지 모두 789회, 원창애는 804회로 파악하였는데, 이들은 모두 문과 위주의 기록인 《국조방목》을 참조하여 그 횟수를 파악한 것이다.
송준호는 1977년 '이조후기의 무과의 운영실태에 관하여 -정다산의 오란설을 중심으로 하여'라는 논문에서 조선조 후기의 무과식년시는 37회, 임시특설시험은 168회로 총 205회의 시험이 이루어졌다고 다시 밝혔다. 이는 조선조 후기에 한정된 수치이다.
정해은은 《국조문과방목》, 《국조방목》, 《무과총요》 등의 자료를 정리하여 조선 시대 무과 설행이 모두 800회 이루어졌다고 하였는데, 무과가 문과와 함께 대거로서 실시되었기 때문에 문과의 시행 횟수에 근거하여 파악한 결과이다.
한편 조선 전기(태종-선조)의 무과 시행횟수에 대해서 심승구는 213회 정해은은 247회라고 하였다. 이러한 시행횟수에 대한 견해의 차이는 그 산출기준이 다르기 때문이다.

## 무과의 선발 인원
조선에서 무과의 선발인원은 《경국대전》이나 《속대전》에 근거하여 실시하였는데, 식년시는 초시의 경우 서울의 훈련원시는 70명, 향시는 120명으로 모두 190명을 선발하고 복시와 전시에서 28명을 선발하게 되어 있으며, 대증광시는 초시와 전시 각각 그 두 배인 380명과 56명씩을 선발하도록 하였다. 하지만 이러한 선발인원 규정이 제대로 지켜진 경우는 그렇게 많지 않으며, 후대에 시대상황에 따라 선발인원의 규정이 무색해져서 아예 무과를 '만과'(萬科)라고 부르는 지경에 이르렀다.
송준호는 1968년 논문 '과거제운영에 있어서 지역할당제의 성립과정과 그 의의'에서 각종 과거의 횟수와 인원수를 조사하였는데, 문과의 경우 식년시, 증광별시, 각종 별시를 모두 합쳐 754회로 총 14,620명을 선발하였다고 밝히면서도 무과의 인원수는 따로 조사하지 못하였는데, 이후 송준호는 1977년 '이조후기의 무과의 운영실태에 관하여 -정다산의 오란설을 중심으로 하여'라는 논문에서 조선조 후기의 무과식년시는 37회로 선발 인원은 평균 189명, 임시특설시험은 168회로 선발 인원은 평균 207명, 총 205회의 시험에 41,752명이 입격(入格)하여 평균 204명이 급제하였다고 다시 밝혔다. 이는 조선조 후기에 한정된 수치이다.
김영모는 조선 개국 이래 고종 32년(1895년)까지 합격자가 14,991명, 심승구는 조선 후기 무과 합격자의 인원수를 122,717명이라고 하였고, 정해은은 119,023명이라고 하였는데, 선발인원수의 차이는 무과 급제자 가운데 직부전시인의 기록이 자료마다 조금씩 차이가 있기 때문이다.

## 무과의 응시 자격
무과의 응시 자격은 조선 초기 《경국대전》 예전 제과에 규정된 문과 규정과 대부분 비슷하였다. 통훈대부(通訓大夫) 이하만이 응시가 허락되었고, 죄를 저질러 영구히 임용이 정지된 자, 장리(뇌물 수수 관료)의 아들, 재가하였거나 부녀자로써 행실을 잃은 자의 자손, 서얼 출신자에 대해서는 문·무과나 생원·진사시 응시가 금지되었고, 그 도에 살지 않는 자나 현직 조사(朝士, 관료)는 향시에 응하지 못하도록 하였다.
조선 후기의 《속대전》에는 공사(公私)의 천인(賤人)에게 나장, 조졸, 일수와 마찬가지로 무과 응시를 제한하였으며, 천인으로서 양인 신분을 획득한 자는 이미 그것에 해당하는 공역이 정해졌다 해도 보충대의 공문이 없이는 과거에 응시할 수 없도록 하였다.
정해은은 《속대전》에서 천인에게 무과 응시 금지가 거론된 배경에 대해 조선 후기에 천인의 무과 응시 시도가 활발했으며, 그것은 조선 전기에 비해 신분 제약이 대단히 하향화한 근거라고 지적하였다. 흔히 양반 자제에만 국한된 문과와는 달리 무과는 응시 제한이 별로 없어서 천인 외에는 모두 응시할 수 있었다는 것이 통설이지만, 법제상으로는 양인이면 대체로 과거 응시 자격이 주어졌던 것과 달리 실제 합격자는 특정 지배계층으로 한정되어 있었다. 이성무는 양인이 과거에 응시하는데 현실적으로 어려웠던 점으로 오랜 기간 동안 과거 준비를 할 만한 경제적인 기반을 갖지 못했고, 교육 환경이 양반 자제를 따라갈 수 없으며, 과거 응시 절차에 있어서 구비 서류로서 호적과 보단자를 제출하게 되어 있는 등 까다로운 절차를 거쳐야 했다는 점을 지적하고 있다. 김영모도 일반 유생이라고 해도 서울 유생에 비해 지방 유생이 더 불리했고, 경제적 배경이 약하면 더욱 어려웠으며, 부정기시가 정기시(즉 식년시와 증시)보다 2.7배 많이 개설되었고 그 경쟁률도 500:1로 대단히 심했다.
심승구는 태종조에서 성종조까지의 실록에 나타난 무과의 응시 기록과 급제 기록을 토대로 어떠한 신분이 무과에 응시하였는지를 밝혔는데, 크게 양반 자제, 특수경, 조관자, 향리 그리고 야인과 천인까지 시험에 응시한 흔적은 있지만 주로 양반 사족층이 응시하였고 나머지는 모두 예외적이고 특별한 경우였다고 하였다. 김영모도 조선 후기 무과 출신자들의 신분 배경을 연구하여 이들과 같은 결과를 냈다. 윤훈표는 조선조 개창 이후 양반 자제를 주축으로 하는 사족층, 성중관(관인 신분층), 의흥친군위의 친군과 삼군갑사 등 금군 속에 포함된 양인층, 각령가교자 따위가 무과에 참여할 수 있는 주계층이었고, 후대에 무과응시자의 대명사로 불린 '한량' 자제들은 15세기 무과에서는 배제되었으며 향리 등의 응시는 억제되었다고 하였다.
천인이 무과에 응시할 수 있게 된 배경은 양란과 합법적 경로의 확대 등이 거론된다. 정해은은 인조(仁祖) 15년(1637년) 8월의 《정축정시문무과방목》(丁丑庭試文武科榜目) 즉 인조가 병자호란 당시 남한산성에서 자신과 생사고락을 함께했던 사람들을 위해 실시한 이른바 '산성무과'(山城武科)에서 급제한 5,536명의 급제자 가운데 김늣보(金㗡福), 이달거지(李等巨之)과 같은 면천(免賤) 급제자, 즉 천인으로써 면천되어 양인 신분이 된 자가 564명으로 전체 급제자의 10.2%나 되는 점을 지적하였다. 또한 무과급제자의 출신 배경에 대해 《무과방목》 102회의 16,643명의 급제자 가운데 한량이 5,650명으로 급제자 가운데 가장 많은 비중(34.1%)을 차지하고 있음도 지적하고 있다. 이는 《무과총요》에 나타난 336명의 무과 장원 가운데 한량이 110명으로 전체 32.7%를 차지하고 있는 점과도 일치하는 것이다. 김영모도 조선 후기 무과시 11회 580명을 조사하여 무과에 응시할 당시의 급제자의 신분 지위는 조관자가 54.5%이고 그 가운데 대부분이 한량이며 나머지는 현직 무관 종사자라고 하였다.

## 무과 시험 규정
무과에 대한 최초의 법규는 《경제육전》(1397년)에 나온다고 하지만 경제육전은 성문법으로 전해지지 않고 태종 2년(1402년) 1월 기축조에 그 내용을 인용한 병조의 건의만이 실려 있다. 해당 내용은 무과의 과목, 절차, 그리고 입격 후의 직책 배정에 대해서도 구체적으로 싣고 있는데, 세종 12년(1430년)과 17년(1435년)에 나온 기록과 함께 정리하면 다음과 같다.
- 무과 출신은 3년마다 한 번씩 선발한다.
- 삼군부의 정관 2명, 감교시사부와 고시관 4명 및 문하사헌부 1명을 가려서 위임하고 임시로 훈련관과 함께 시취한다.
- 시험은 정식(초시)과 회시로 나누고, 과목은 초장, 중장, 종장으로 나누어서, 정식에서는 초장에 보사(步射)와 편전을(회시에서는 보사가 장전으로 바뀜) , 중장에서 기창과 기사, 격구를(회시에서는 격구가 빠짐), 종장에서는 무경칠서와 통감, 사서 가운데 하나를 뽑아서 그 내용에 대해 시험한다(회시에서는 무경에 대한 강서).
- 초장과 중장에서의 성적 우수자는 190점, 종장에서 무경칠서 및 사서일경과 자치통감을 다 통달한 자는 90점을 준다.
- 무경칠서와 마(馬)·보(步) 무예에 능숙하여 통달한 자를 1등, 삼가병서, 마·보 무예에 통달한 자를 2등, 마·보 무예만 통달한 자는 3등으로 한다.
- 1등 3명, 2등 5명, 3등 28명으로 모두 28명을 뽑는다.
- 1등에 걸맞는 자가 없으면 2등, 3등만 짐작으로 시취한다.
- 정해진 인원에 상관없이 개사하여 병조에 보고한다.
- 1등은 바로 종7품, 2등은 종8품, 3등은 종9품 무직(武職)에 배정한다(원래 직책이 있었던 사람이면 품계를 1등급 승급한다).

조선왕조실록에는 무과의 시험 과목으로써 무예와 강서, 즉 실기와 이론의 시험 비중과 관련 과목 채택을 둘러싼 논의가 곳곳에서 보이고, 양자의 점수규정에 대하여 어디에 더 비중을 둘지 그 적정선에 대한 논의도 자주 이루어졌다. 격구에 대해서 이를 무과 시험 과목으로 유지할지 말지, 도시와 무과에서 기창의 점수 규정을 달리하는 문제, 이론 시험인 강서에서 어떤 내용을 포함시킬 것인가에 대한 문제 등도 논의되었다.
시기
과거는 원칙적으로 간지의 자, 오, 묘, 유의 식년에 해당하는 해 정월에서 5월 사이에 치러지는데, 그 기간이 농번기에 겹쳐서 농사에 지장을 준다는 이유로 성종 3년(1472년)부터는 중국의 예에 따라 문, 무과 초시는 식년 전 가을에 실시하고 복시는 식년 봄에 거행하며 전시는 복시가 끝난지 며칠 뒤에 시행하였다.
응시자 접수
응시생 즉 거자(擧子)는 우선 녹명(錄名)을 해야 했다. 현대의 응시 원서 접수와 같은 녹명은 시험장 개장 열흘 전에 녹명소에서 하도록 되어 있었다. 거자는 녹명소에 아버지, 할아버지, 증조할아버지, 외할아버지의 사조단자(가족관계증명서)와 자신의 보단자(신원보증서)를 제출하여야 했다.
녹명관은 향시의 경우 병마절도사가 차사원을 정하여 담당하게 하고 원시(훈련원시)는 훈련원 관리가, 복시는 병조에서 훈련원 7품 이하 관리와 함께 담당하도록 하였다. 녹명관은 거자의 사조단자와 보단자를 접수하고 응시자의 4대조 안에 결격 사유가 있는지 없는지를 살펴서 하자가 있는 경우 녹명을 해 주지 않았다.
녹명 후에 시험을 치르게 되는데, 시험장에서 남의 이름을 빌리는 자나 대리시험의 경우 모두 장 1백 대의 형벌에 처하고 수군으로 충군시키도록 했다. 대리로 활을 쏜 자는 남을 빌려서 활을 쏜 자에 비하여 그 처벌 수위를 두 배로 가중하였다.
차비관(시험 감독관)
시험 감독관인 차비관(差備官)은 사전에 확정되는 것이 아니라 예비후보로 추천이 된다. 이를 천망(薦望)/망(望)이라 한다.
무과에서 감독관들의 임무는 지극히 세분화되어 모두 19가지의 직책으로 나뉘어 있었다. 활쏘기 등의 종목별 진행을 맡아 보던 도청관, 표적에 맞았는지 여부를 감독하는 감적관, 사용되는 화살의 무게를 재는 칭전관, 화살 다섯 발의 쏘는 순서를 기록한 자표를 들어올리는 봉자표관, 마사(기마궁술) 및 승마 시험에서 말의 출발을 담당하는 출마관, 흐르는 물로 시간을 재는 누수관, 기추나 기창, 편추에서 목표물(추인)을 정확히 맞혔는지를 소리로 판단하는 유음관, 강서(講書)에서 책을 나눠 주는 급책관, 시험지를 나눠 주는 수생관, 합격자를 발표하는 출방관 등이었다.
무과 전시 한번에 예비 차비관을 포함해 총 171명의 감독관이 준비되어야 했고, 목전이나 철전의 경우 한 과목당 20명 정도의 감독관이 필요하지만, 시험이 순서대로 이루어지고 시험 과목이  모두 실시되는 것도 아니어서 실제로는 20~40명 정도의 인원만 있어도 충분하였다. 이에 따라 전시의 경우에도 차비관의 수는 넉히 준비하되 임금의 재가를 받아 장소를 나누게 될 경우에는 이동할 것에 따라 인원을 정해도 무방하였다(무과총요).
합격자
시험이 끝나고 합격자가 결정되면 방을 내리는데, 이를 방방(放榜)이라 한다. 방방에도 창방의(唱榜儀)라는 의식이 거행된다. 이때는 국왕과 문무백관 및 급제자의 부모와 친척이 함께 참관하였다. 급제자가 호명에 따라 전정에 들어와서 국왕을 향해 사배례를 올린 뒤, 병조정랑이 급제자에게 합격증인 홍패(紅牌)를 지급하는 홍패식을 행했다.
홍패식에 대하여 《무과총요》에서는 태종 17년(1417년)에 시작되었으며, 이때 경회루에서 문무과를 치르고 방방하던 날 홍패와 화주를 내리고 문무 1등 세 명에게 따로 조개를 하사하였다고 적고 있다.
홍패식이 끝나면 급제자들에게 국가에서 은영연이라는 축하연을 열어 주었다. 은영연 다음날 급제자들이 국왕에게 사은례를 올렸는데, 이는 미래 관료로써 왕을 향한 일종의 충성 선서 같은 것이었다. 그리고 이 모든 절차가 끝난 뒤에 사흘에서 닷새 사이의 유가가 허락되고 급제자는 입신양명하게 된다.

## 연구사
무과 제도에 관한 한국 학계의 연구는 조선 중·후기를 대상으로 한 연구가 시기상으로 앞서 시작되었다. 단편적인 연구로 이홍렬의 '만과설행의 정책사적 추이-조선중기를 중심으로'(1964), 송준호의 '이조후기의 무과의 운영실태에 관하여 -정다산의 오란설을 중심으로' (1977)과 역사학회에서 과거를 집중적으로 분석하여 하나의 단행본으로 발간한 《과거》(1981)가 있다.
이후 조선 초기를 대상으로 한 전반적인 연구로서 윤훈표의 《조선초기 무과제도연구》(1984)와 심승구의 《조선초기 시취제도》(1985)가 나왔고, 역사학회에서 복수의 인물들이 함께 연구를 수행한 이병휴 등의 《과거2》(1996)이 나왔다.
그밖에 전도웅의 《다산 정약용의 무과제도》(1992)를 비롯하여, 무과와 관련된 심승구의 일련의 연구들이 나왔으며, 정해은의 조선 후기 무과에 대한 연구 등이 나오게 되었다.

### 내용주
1. ↑  둘 이상의 과거를 상대적으로 시행하는 것. 가령 문과시를 설행하는 경우 그 상대로 무과시를 아울러 설행하는 과거를 말한다.
2. ↑  조선 후기 선산 지역의 유지로 정조 4년(1780년)에 무과에 합격한 노상추(盧尙樞)는 자신이 무과를 준비하고 응시하던 10년 동안 논 아홉 마지기, 밭 아흔 마지기, 돈 500냥이 소모되었다고 자신의 일기에서 토로하고 있으며[22] 이밖에도 과거 응시를 위해 수십 차례 조령을 넘어 한양을 왕복하는 과정에서도 많은 돈이 소비되었다. 또한 영남이라는 지역의 지리적 특성상 과거 시험과 관련한 최신 정보 유입이 타지역에 비해 상당히 어려웠는데, 정조 원년(1777년) 선배들로부터 '식년강에서는 《오자》(吳子)가 출제된다'는 말을 듣고 《오자》를 공부했지만 실제로는 영조의 수교에 따라 《오자》는 무과 시험 과목에서 제외되어 있었고, 노상추는 서울에 도착해서야 이 소식을 접할 수 있었다. 결국 무과 시험 전날 밤에 노상추는 《삼략》을 벼락치기로 두 번 읽고 급하게 응시해야 했고, 그해 과거에서 낙방했다.[23]
3. ↑  김영모는 조선 후기 과거 합격자의 사회적 배경을 조사하였는데, 문무과 입격자의 신분배경은 유품부친이 문과가 52.5%이고 무과는 69.3%로 오히려 무과가 문과 출신보다 부친 쪽의 신분 배경이 뛰어났다. 출신지도 문과는 56.5%, 무과는 52.8%가 서울 출신의 명문 가문에서 입격하였다.[25]